# Campeonato de Gales de Rugby 2014-15
El Campeonato de Rugby de Gales (Principality Premiership) de 2014-15 fue la vigésimo quinta edición del principal torneo de rugby de Gales.

## Sistema de disputa
El torneo se disputó en formato de todos contra todos en la que cada equipo enfrentó en condición de local y visitante a cada uno de sus rivales, los primeros tres equipos de la fase regular clasifican a la postemporada, mientras que el último desciende directamente a la División 2.

## Clasificación
| Pos. | Equipo                  | Encuentros | Encuentros | Encuentros | Encuentros | Tantos | Tantos | Tantos | Puntos Bonus | Puntos |
| Pos. | Equipo                  | PJ         | PG         | PE         | PP         | F      | C      | Dif    | Puntos Bonus | Puntos |
| ---- | ----------------------- | ---------- | ---------- | ---------- | ---------- | ------ | ------ | ------ | ------------ | ------ |
| 1    | Pontypridd RFC          | 22         | 21         | 0          | 1          | 673    | 253    | +420   | 14           | 94     |
| 2    | Ebbw Vale               | 22         | 15         | 0          | 7          | 539    | 402    | +137   | 13           | 73     |
| 3    | Cross Keys RFC          | 22         | 15         | 1          | 6          | 603    | 449    | +154   | 9            | 71     |
| 4    | Cardiff RFC             | 22         | 12         | 0          | 10         | 483    | 471    | +12    | 12           | 60     |
| 5    | Bedwas RFC Llanelli RFC | 22         | 11         | 0          | 11         | 579    | 535    | +44    | 16           | 60     |
| 6    | Carmarthen Quins        | 22         | 12         | 0          | 10         | 590    | 488    | +102   | 11           | 59     |
| 7    | Aberavon RFC            | 22         | 10         | 0          | 12         | 411    | 448    | -37    | 8            | 48     |
| 8    | Llandovery RFC          | 22         | 9          | 1          | 12         | 482    | 464    | +18    | 9            | 47     |
| 9    | Llanelli RFC            | 22         | 8          | 1          | 13         | 542    | 728    | -186   | 11           | 45     |
| 10   | Neath RFC               | 22         | 7          | 0          | 15         | 378    | 563    | -185   | 8            | 36     |
| 11   | Bridgend RFC            | 22         | 5          | 1          | 16         | 418    | 706    | -288   | 9            | 31     |
| 12   | Swansea RFC             | 22         | 5          | 0          | 17         | 372    | 563    | -191   | 9            | 29     |

|  | Clasificado a la final.     |
|  | Clasificados a semifinal.   |
|  | Descendido a la División 2. |

### Semifinal
| 9 de mayo de 2015 | Ebbw Vale RFC | 22 - 17 | Cross Keys RFC |  |  |

### Final
| 17 de mayo de 2015 | Pontypridd RFC | 28 - 14 | Ebbw Vale |  |  |

| Bandera de Gales   |
| Campeón Pontypridd |
| Quinto título      |